# Nisshin (1942)
El Nisshin (日進?) fue un portahidroaviones que sirvió en la Armada Imperial Japonesa durante la Segunda Guerra Mundial.

## Diseño
Su diseño era una variante mejorada del anterior Mizuho, a su vez mejora de los Clase Chitose, posteriormente convertidos en portaaviones. El Nisshin incrementó ligeramente su eslora y manga, y contaba con un armamento más potente, seis cañones de 140 mm en tres torretas dobles, armamento superior al de un destructor y equivalente al de un crucero ligero como el Yūbari. Sin embargo, era en la potencia donde se encontraba la mayor diferencia entre ambos buques, dado que el Nisshin triplicaba la del Mizuho, obteniendo de sus motores diésel 47.000 bhp, lo que le permitía alcanzar una velocidad de 28 nudos.
Podía transportar hasta 20 hidroaviones. Si usaba su capacidad como minador, cargando 700 minas marinas, la capacidad se reducía a 12 hidroaviones. Tras un modificación en su popa en 1942, fue también capaz de transportar y desplegar 12 minisubmarinos.

## Historia
Participó como buque de apoyo en la batalla de Midway, aunque sin tener un papel activo, dado que los desembarcos previstos no tuvieron lugar. Durante la campaña de Guadalcanal realizó al menos cuatro misiones de suministro, tarea para la que estaba especialmente dotado debido a su velocidad y capacidad de carga. Posteriormente, resultó hundido en una de estas misiones, transportando tropas y tanques a Bougainville. Un ataque aéreo masivo lo mandó al fondo en sólo catorce minutos en la posición (6°35′S 156°10′E / -6.583, 156.167) el 22 de julio de 1943. Tan sólo 87 miembros de la tripulación y 91 soldados de los 630 que eran transportados lograron sobrevivir al ataque y posterior naufragio.